# Dolja
Dolja este un sat din comuna Plav, Muntenegru. Conform datelor de la recensământul din 2003, localitatea are 126 de locuitori (la recensământul din 1991 erau 514 locuitori).

## Demografie
În satul Dolja locuiesc 93 de persoane adulte, iar vârsta medie a populației este de 36,4 de ani (36,7 la bărbați și 36,0 la femei). În localitate sunt 36 de gospodării, iar numărul mediu de membri în gospodărie este de 3,47.
Populația localității este foarte eterogenă.
|  |

| Demografie | Demografie | Demografie |
| An         | Locuitori  | Locuitori  |
| ---------- | ---------- | ---------- |
|            |            |            |
|            |            |            |
|            |            |            |
|            |            |            |
| 1948       | 651        |            |
| 1953       | 599        |            |
| 1961       | 628        |            |
| 1971       | 562        |            |
| 1981       | 534        |            |
| 1991       | 514        | 266        |
| 2003       | 315        | 126        |

| \| Componența etnică conform recensământului din 2003[2] \| Componența etnică conform recensământului din 2003[2] \| Componența etnică conform recensământului din 2003[2] \| Componența etnică conform recensământului din 2003[2] \| Componența etnică conform recensământului din 2003[2] \| \| ----------------------------------------------------- \| ----------------------------------------------------- \| ----------------------------------------------------- \| ----------------------------------------------------- \| ----------------------------------------------------- \| \| \| \| \| \| \| \| Musulmani \| Musulmani \| \| 49 \| 38,88% \| \| Albanezi \| Albanezi \| \| 40 \| 31,74% \| \| Bosniaci \| Bosniaci \| \| 34 \| 26,98% \| \| Muntenegreni \| Muntenegreni \| \| 2 \| 1,58% \| \| necunoscută \| necunoscută \| \| 0 \| 0% \| |              |  |    |        |
| Componența etnică conform recensământului din 2003 |              |  |    |        |
| |              |  |    |        |
| Musulmani | Musulmani    |  | 49 | 38,88% |
| Albanezi | Albanezi     |  | 40 | 31,74% |
| Bosniaci | Bosniaci     |  | 34 | 26,98% |
| Muntenegreni | Muntenegreni |  | 2  | 1,58%  |
| necunoscută | necunoscută  |  | 0  | 0%     |